# Hitoshi Sugai
Hitoshi Sugai (jap. 須貝 等 Sugai Hitoshi; ur. 29 grudnia 1962 w Furubirze) – japoński judoka. Olimpijczyk z Seulu 1988, gdzie zajął dwunaste miejsce w wadze półciężkiej.
Mistrz świata w 1985 i 1987. Uczestnik zawodów w 1989. Wicemistrz igrzysk azjatyckich w 1986 roku.

## Letnie Igrzyska Olimpijskie 1988
| Konkurencja | Eliminacje                | Klas. końcowa |
| Konkurencja | Przeciwnik I              | Miejsce       |
| ----------- | ------------------------- | ------------- |
| 95 kg       | Stéphane Traineau (FRA) P | 12.           |